# Antonina Dziuban
Antonina Helena Dziuban (ur. 10 czerwca 1952 w Zabrzu, zm. 13 czerwca 2019 w Gliwicach) – polska nauczycielka, posłanka na Sejm PRL IX kadencji.

## Życiorys
Córka Zbigniewa i Walerii. Z wykształcenia magister filologii polskiej (w 1976 ukończyła studia na Uniwersytecie Śląskim, później ukończyła także przy tej uczelni Podyplomowe Studium Kulturalno-Oświatowe). Do końcówki życia pracowała jako nauczycielka języka polskiego w V Liceum Ogólnokształcącym w Gliwicach (wcześniej, od 1976, pracowała w Szkole Podstawowej nr 2 w Gliwicach, gdzie była dyrektorem).
W 1976 została członkinią Związku Nauczycielstwa Polskiego, a w 1978 Polskiej Zjednoczonej Partii Robotniczej. W 1980 została instruktorką Związku Harcerstwa Polskiego. W latach 1985–1989 sprawowała mandat posła na Sejm PRL IX kadencji w okręgu Gliwice. Pracowała w Komisji Edukacji Narodowej i Młodzieży oraz w Komisji Nadzwyczajnej do rozpatrywania projektów ustaw o stosunku Państwa do Kościoła Katolickiego, o gwarancjach wolności sumienia i wyznania oraz o ubezpieczeniach społecznych duchowych.
W 2001 otrzymała Nagrodę Ministerstwa Edukacji Narodowej. W 2005 została odznaczona Złotym Krzyżem Zasługi.
Pochowana na Cmentarzu Lipowym w Gliwicach (K13, 6, 6).